# Holospiridae
Holospiridae zijn een familie van weekdieren uit de klasse van de Gastropoda (slakken).

## Taxonomie
De volgende geslachten zijn bij de familie ingedeeld:
- Bostrichocentrum Strebel & Pfeffer, 1879
- Coelostemma Dall, 1895
- Haplocion Pilsbry, 1902
- Hendersoniella Dall, 1905
- Holospira E. von Martens, 1860
- Metastoma Strebel & Pfeffer, 1879

### Synoniemen
- Acera Albers, 1850 => Holospira E. von Martens, 1860
- Distomospira Dall, 1895 => Holospira E. von Martens, 1860
- Eudistemma Dall, 1895 => Holospira E. von Martens, 1860
- Haplostemma Dall, 1895 => Holospira E. von Martens, 1860
- Hendersonia Dall, 1905 => Hendersoniella Dall, 1905
- Liostemma Bartsch, 1906 => Haplocion Pilsbry, 1902
- Malinchea Bartsch, 1945 => Holospira E. von Martens, 1860
- Megaxis Pilsbry, 1946 => Coelostemma Dall, 1895
- Millerella Gilbertson & Naranjo-Garcia, 1998 => Holospira (Millerspira) Gilbertson & Narnajo-Garcia, 2004 => Holospira E. von Martens, 1860
- Tristemma Bartsch, 1906 => Holospira E. von Martens, 1860